# GLRX3
GLRX3‏ (Glutaredoxin 3) هوَ بروتين يُشَفر بواسطة جين GLRX3 في الإنسان.